# 菲尔·西尔沃斯

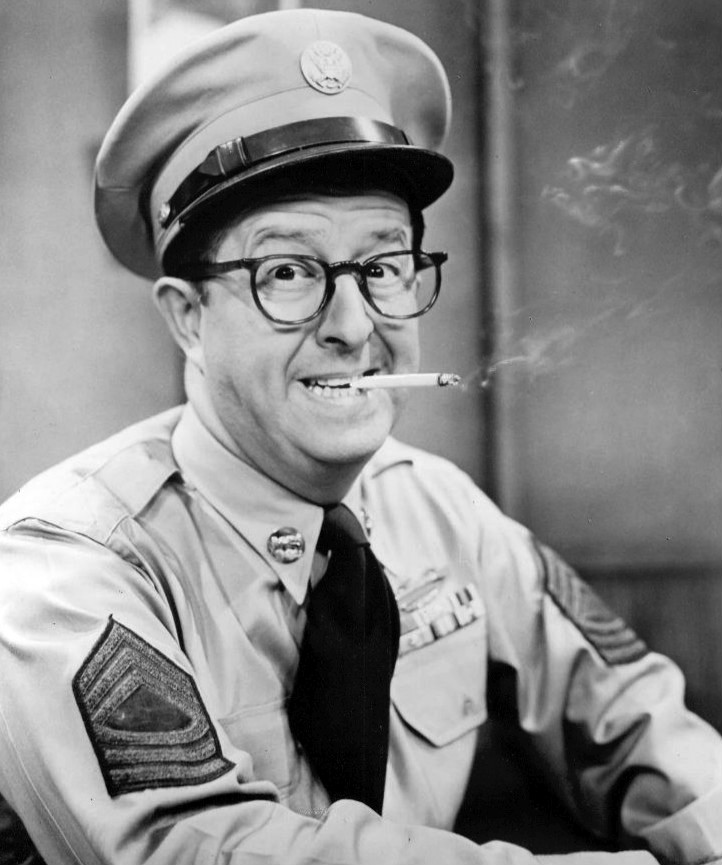
菲尔·西尔沃斯

菲尔·西尔沃斯（Phil Silvers，1911年5月11日 - 1985年11月1日）是一位美国艺人兼喜剧演员，他父親是移民至美國的俄罗斯犹太人， 曾参与建造纽约的摩天大楼。 菲尔·西尔沃斯曾兩度奪得获得黃金時段艾美獎以及托尼奖。